# Nepaloserica baehri
Nepaloserica baehri är en skalbaggsart som beskrevs av Ahrens och Guido Sabatinelli 1996. Nepaloserica baehri ingår i släktet Nepaloserica och familjen Melolonthidae. Inga underarter finns listade i Catalogue of Life.